# Chloroxylenol
Chloroxylenol, hay còn được gọi là para-chloro-meta-xylenol (PCMX), là một chất khử trùng và chất tẩy uế được sử dụng trong khử trùng da và làm sạch dụng cụ phẫu thuật. Chúng cũng có thể được ứng dụng trong một số chất khử trùng gia dụng và chất sát trùng vết thương. Hiệu quả khử trùng của chúng có thể kém hơn một số tác nhân có sẵn khác. Thuốc có sẵn dưới dạng dung dịch.
Thuốc là không hoặc ít độc với người nhưng sẽ cực độc đối với mèo và cá nên phải cẩn thận khi sử dụng. Tác dụng phụ thường không nhiều nhưng có thể bao gồm kích ứng da. Chúng cũng có thể được sử dụng ở dạng trộn với nước hoặc rượu. Chloroxylenol có hiệu quả nhất trong chống lại vi khuẩn Gram dương. Chúng hoạt động bằng cách phá vỡ thành tế bào và ngăn chặn chức năng của các enzyme.
Chloroxylenol lần đầu tiên được sản xuất vào năm 1927. Nó nằm trong danh sách các thuốc thiết yếu của Tổ chức Y tế Thế giới, tức là nhóm các loại thuốc hiệu quả và an toàn nhất cần thiết trong một hệ thống y tế. Chi phí bán buôn ở các nước đang phát triển là khoảng 2,00 đến 6,20 USD cho một lít dung dịch 5%. Chúng được bán dưới dạng một số công thức khác nhau và dưới một số tên thương hiệu bao gồm Dettol.